# The Chicks
The Chicks (do 2020 Dixie Chicks) – amerykański żeński zespół grający muzykę z pogranicza country, country rock i folk.
Zespół został założony w 1989 roku w Dallas przez siostry Martie i Emily Erwin oraz Laurę Lynch i Robin Lynn Macy. Obecnie jest to najlepiej sprzedający się kobiecy zespół z liczbą ponad 36 milionów sprzedanych albumów (stan na marzec 2008 roku). Do roku 2007 zespół zdobył 13 Nagród Grammy.

## Dyskografia
- 1992 – Little Ol’ Cowgirl
- 1992 – Thank Heavens for Dale Evans
- 1993 – Shouldn’t a Told You That
- 1998 – Wide Open Spaces
- 1999 – Fly
- 2002 – Home
- 2003 – Top of the World Tour: Live
- 2006 – Taking the Long Way